# Arthur Pendleton Bagby
Arthur Pendleton Bagby, né en 1794 dans le comté de Louisa (Virginie) et mort le 21 septembre 1858 à Mobile (Alabama), est un homme politique et diplomate démocrate américain. Il est gouverneur de l'Alabama entre 1837 et 1841, sénateur du même État entre 1841 et 1848 puis ambassadeur des États-Unis en Russie entre 1848 et 1849.

## Biographie
Né dans le comté de Louisa, Virginie en 1794, il étudie le droit et est admis au barreau en 1819, pratiquant à Claiborne (en). Il est membre de la chambre des représentants de l'Alabama en 1821, 1822, 1824, et 1834–1836, étant le plus jeune parlementaire jamais élu en 1822 et 1836, il est membre du Sénat de l'Alabama en 1825. Il est membre du Sénat des États-Unis de novembre 1841, où il est élu à la suite de la vacance du poste de Clement C. Clay qui démissionne le 16 juin 1848, pour devenir ambassadeur en Russie de 1848 à 1849.
Pendant son mandat au Sénat, il devient président du comité sur l’énergie et les ressources naturelles, du Committee on Claims, et du comité des affaires indiennes. En tant que sénateur, il soutient l'annexion du Texas. Bagby meurt en 1858 à Mobile, Alabama, et il est enterré dans le cimetière Magnolia de la ville.
Son fils, Arthur P. Bagby, Jr., est un colonel confédéré de la guerre de Sécession.

### Panique de 1837
Pendant l'administration de Bagby, le pays subit une dépression économique résultant de la panique de 1837. Bagby introduit des mesures pour soutenir les banques de l'État mais la législature de l'État rejette la plupart de ces mesures. Toutes les banques de l'État sont fermées par le successeur de Bagby, le gouverneur Benjamin Fitzpatrick.

## Sources
- (en) Cet article est partiellement ou en totalité issu de l’article de Wikipédia en anglais intitulé « Arthur P. Bagby » (voir la liste des auteurs).

- Cet article est partiellement ou en totalité issu de l'article intitulé « Arthur P. Bagby » (voir la liste des auteurs).